# Glyceria nemoralis
Glyceria nemoralis là một loài thực vật có hoa trong họ Hòa thảo. Loài này được (R.Uechtr.) R.Uechtr. & Koern. mô tả khoa học đầu tiên năm 1866.